# Zislow
Zislow település Németországban, Mecklenburg-Elő-Pomeránia tartományban. Lakosainak száma 190 fő (2023. december 31.).

## Népesség
A település népességének változása:
| Lakosok száma | 210  | 204  | 212  | 197  | 190  |
|               | 2017 | 2019 | 2021 | 2022 | 2023 |